# Kenojuak Ashevak

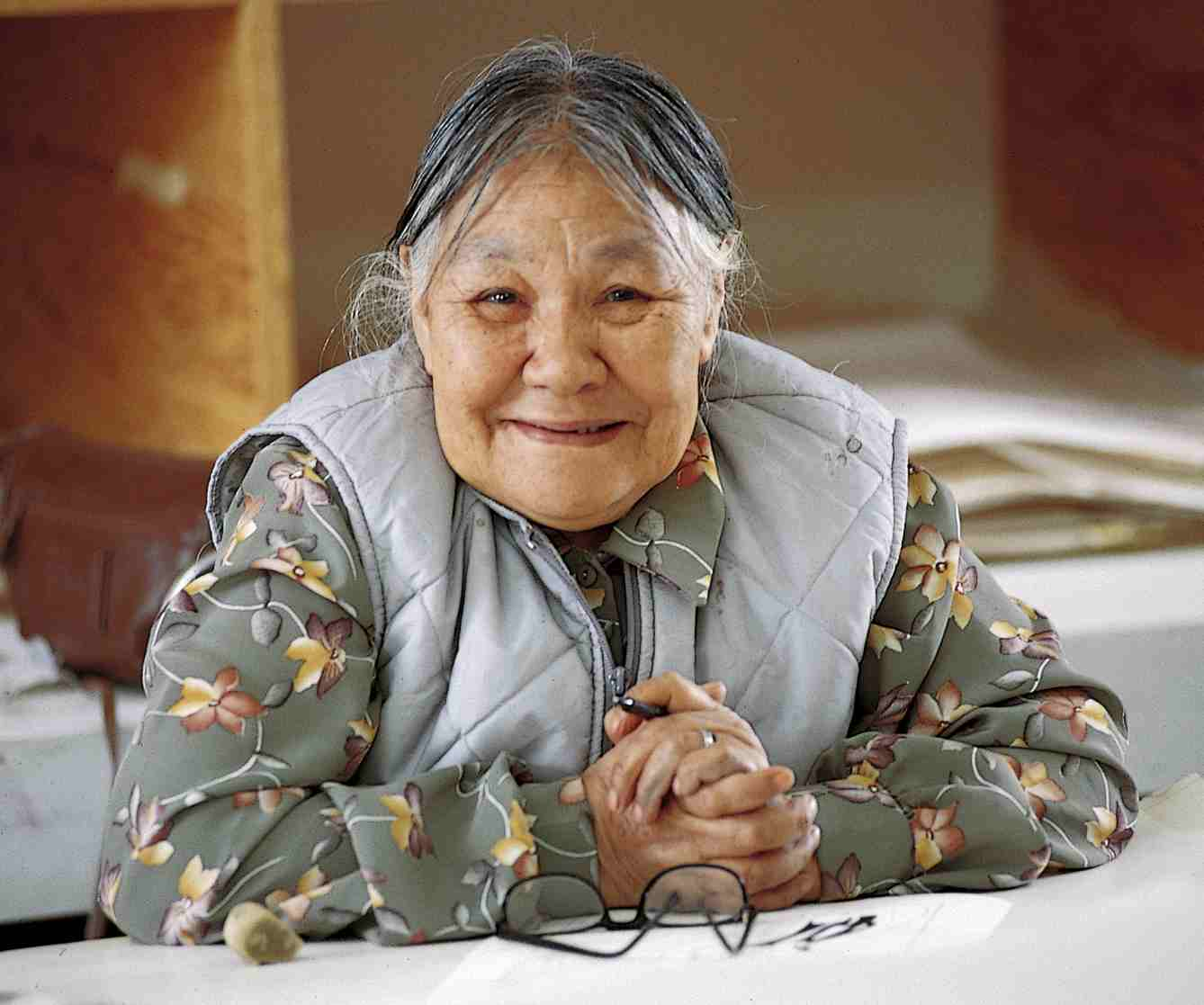
Kenojuak Ashevak 1997 beim Zeichnen im Lithoshop der West Baffin Eskimo Co-operative in Cape Dorset (heute Kinngait, Territorium Nunavut, Kanada)

Kenojuak Ashevak CC (Inuktitut ᕿᓐᓄᐊᔪᐊᖅ ᐋᓯᕙᒃ Qinnuajuaq Aasivak, * 3. Oktober 1927 im Inuit-Camp Ikirasaq; † 8. Januar 2013 in Kinngait (damals Cape Dorset)) war eine der bedeutendsten Inuit-Künstlerinnen Kanadas; ihre von Sammlern gesuchten Werke nehmen einen hervorragenden Platz in namhaften Museen der Welt ein. Entwürfe aus ihrer Hand zieren kanadische Briefmarken und Münzen.

## Leben
Die Künstlerin Kenojuak Ashevak (Inuktitutversion: Qinnayuaq Asivaq) wurde in dem inzwischen längst aufgegebenen Inuit-Camp Ikirasaq an der Südwestküste von Baffin Island im Jahr 1927 in einem Iglu geboren. Der Verlauf ihres Lebens spiegelt in vielen Einzelheiten die Umbrüche und Veränderungen wider, die sich seither im arktischen Norden Kanadas vollzogen.
Ihre Familie musste 1928 auf die Mansel-Insel (in der Hudson Bay westlich von Ivujivik gelegen) übersiedeln, weil auf Baffin Island das Jagdwild ausblieb. Zwei Jahre darauf wurde ihr Vater von Mitbewohnern des Camps, in dem die Familie untergekommen war, ermordet. Zurück auf Baffin Island wuchs Kenojuak im Camp ihrer Großmutter auf, wurde mit 19 Jahren verheiratet und brachte drei Kinder zur Welt. 1952 diagnostizierte man bei der 25-jährigen jungen Mutter Tuberkulose – eine Krankheit, die damals unter den Inuit grassierte, weil diese gegen die von Nicht-Inuit (von Qallunaat, „die mit den dicken Augenbrauen“) eingeschleppte Krankheit keine Immunabwehr entwickelt hatten. Nach dreijährigem Aufenthalt in einer Lungenheilstätte in Québec City kehrte sie in ihr heimatliches Camp zurück, wo zwischenzeitlich all ihre Kinder an Infektionen oder Nahrungsmittelvergiftungen verstorben waren. Nur ihr Mann Johnniebo hatte überlebt.

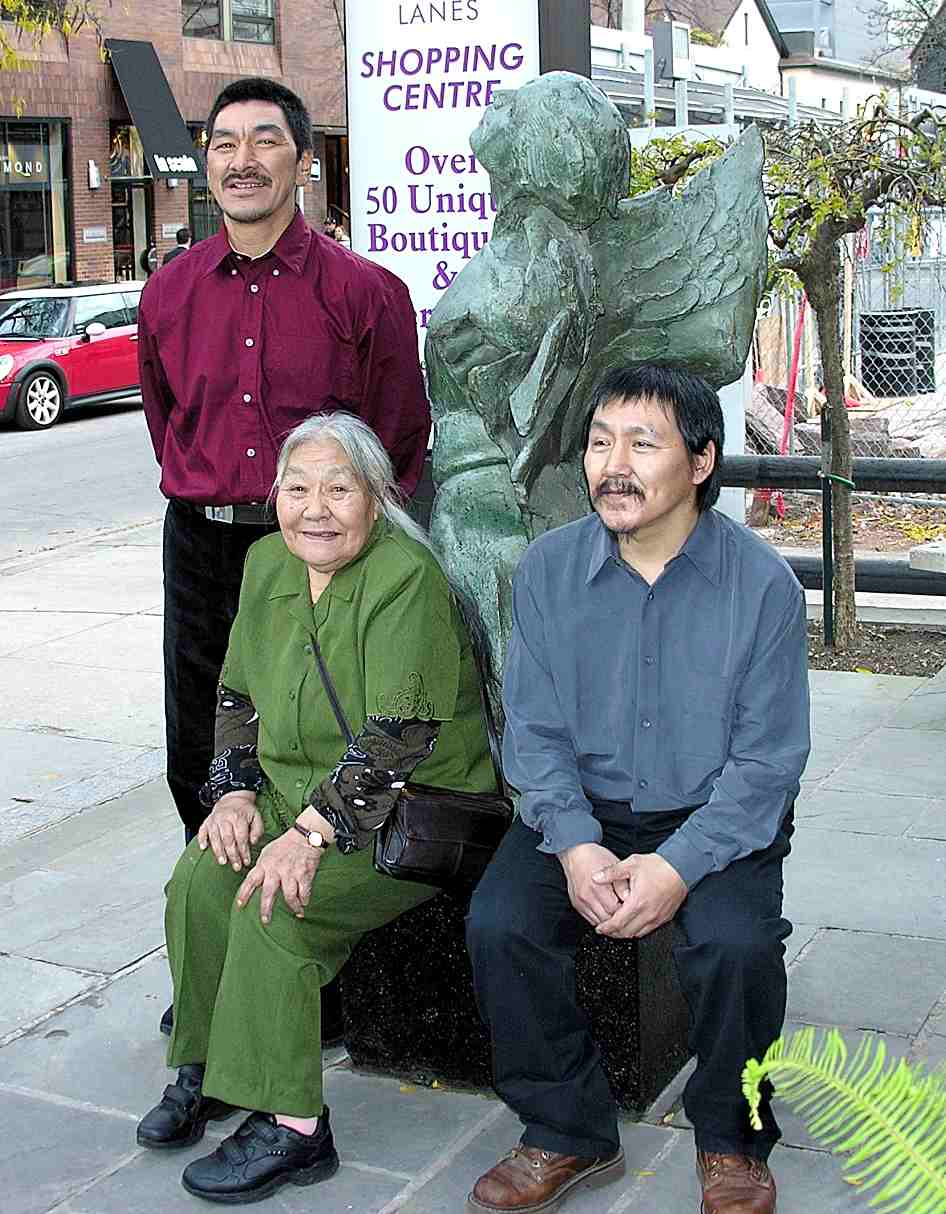
Kenojuak Ashevak und ihre Söhne Adamie (links) und Arnaguq (rechts) im November 2004 vor der Feheley Fine Arts Gallery, Toronto (Kanada)

Die beiden bauten eine neue Familie auf: 1956 wurde Arnaguq, inzwischen ein bekannter Zeichner, adoptiert (bei den Inuit ein durchaus üblicher Vorgang) und 1959 der jetzt als Steinbildhauer bekannte Sohn Adamie geboren. Andere ihrer Kinder starben schon im Säuglingsalter, und so leben heute außer den genannten Söhnen noch fünf ihrer Kinder, von denen zwei adoptiert und eines zur Adoption weggegeben wurden. Die erste Hälfte ihres Lebens verbrachte Kenojuak mithin, sieht man von dem Aufenthalt in der Lungenheilstätte in Québec ab, noch auf traditionelle Weise in Camps an den Küsten der Hudsonstraße.
1951 war der kanadische Künstler James Houston als Regierungsbeauftragter in die zu jener Zeit entstehende Inuit-Siedlung Cape Dorset (heute in Inuktitut Kinngait, „hoher Berg“) auf der gleichnamigen Insel gekommen, um den dort lebenden Inuit bei künstlerischen und kunsthandwerklichen Arbeiten als für sie neuer Form von Wertschöpfung zu helfen. Nach ihrer Heimkehr im Jahr 1955 begann deshalb auch Kenojuak – unter Anleitung von James Houstons Frau Alma –, sich kunsthandwerklich zu betätigen. Schon im Camp ihrer Großmutter hatte ihr das Bearbeiten von Tierfellen und -häuten viel Freude bereitet, und nun sah sie sich in der Lage, mit gerade diesen Fähigkeiten zum Unterhalt der Familie beizutragen, während ihr Mann weiterhin zur Jagd ging.
Als James Houston 1957 in Cape Dorset die ersten zeichnerischen Entwürfe der Inuit in Druckgrafik umzusetzen begann, wurde auch Kenojuaks Entwurf einer Applikation auf eine Felltasche „Rabbit Eating Seaweed“ gedruckt; es war die erste Kunstgrafik nach einem Kenojuak-Motiv.
Im Jahr 1959 versuchte Kenojuak auch das Zeichnen auf Papier. Sie und die 1904 geborene Pitseolak Ashoona waren die ersten Inuit-Frauen, die – mit wachsendem Erfolg – zu zeichnen begannen.
Kenojuak hat die ersten Jahre ihrer Künstlerzeit noch in traditionellen Camps verbracht und zeichnete ihre Druckentwürfe im Zelt. Nicht zuletzt die Schulpflicht ihrer Kinder veranlasste sie und Johnniebo schließlich, 1966 auf Dauer in die Siedlung Cape Dorset zu ziehen.
1972 starb Johnniebo.
Sie starb am 8. Januar 2013 im Alter von 85 Jahren an den Folgen einer Lungenkrebserkrankung.

## Anerkennung und Ehrungen
Die künstlerischen Leistungen Kenojuaks fanden zunächst in Nordamerika, dann aber bald auch weltweit hohe Anerkennung. Die Künstlerin erhielt zunehmend öffentliche Aufträge und durfte viele Ehrungen erfahren. Nachfolgend seien die wesentlichsten Ereignisse in zeitlicher Folge genannt:

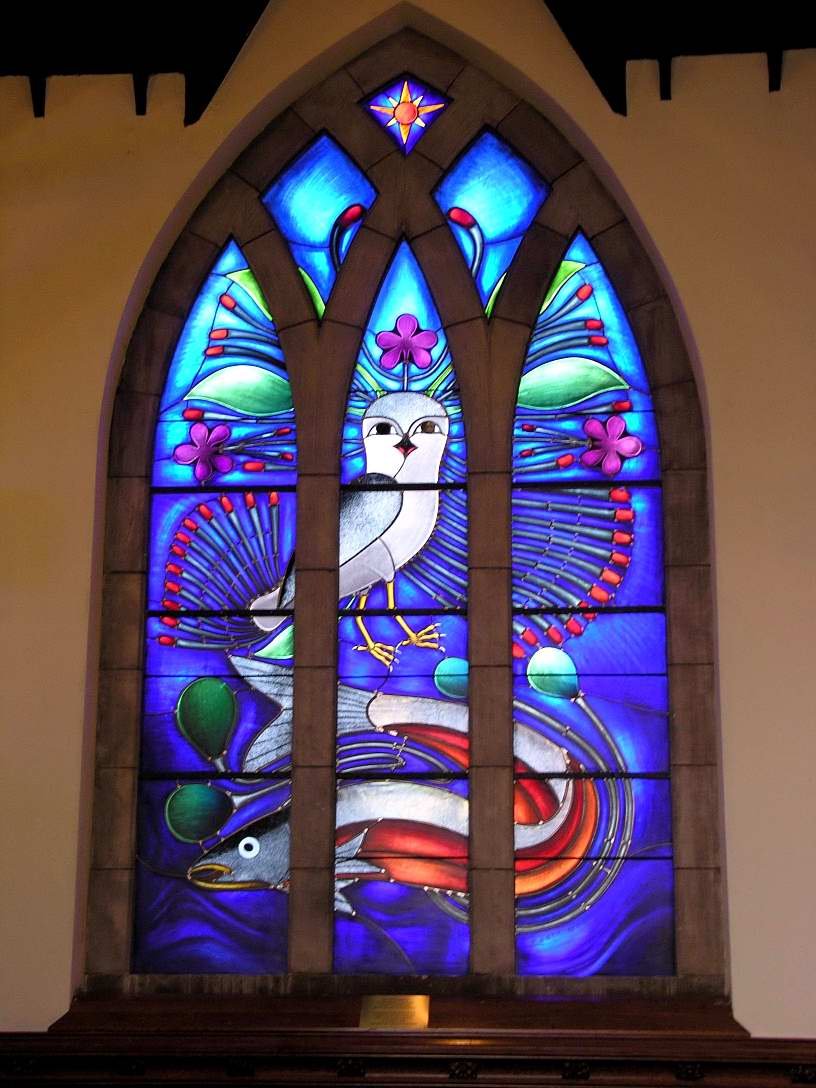
Kirchenfenster der John Bell Chapel des Appleby Colleges in Oakville bei Toronto

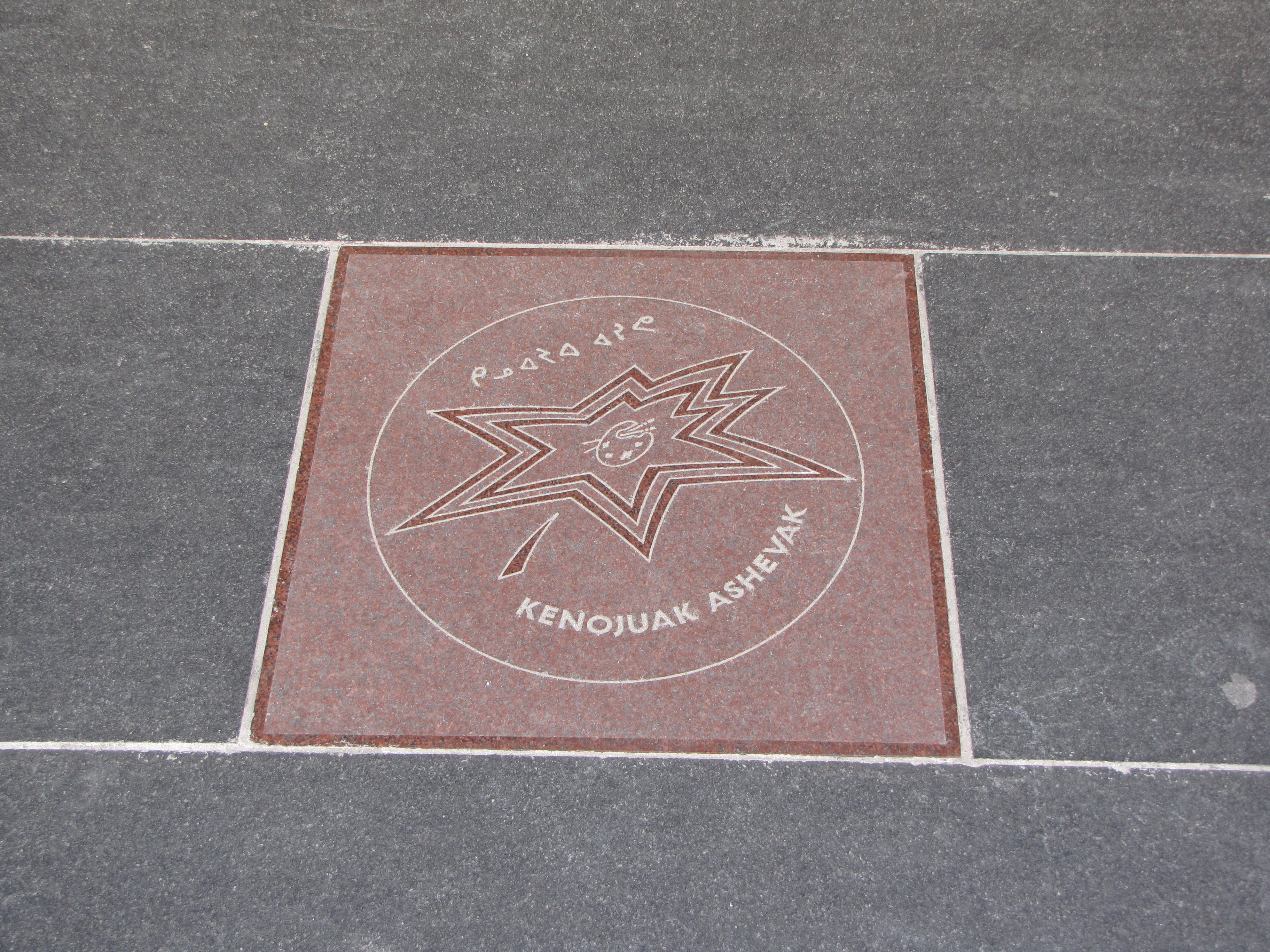
Kenojuaks Stern auf „Canada’s Walk of Fame“.

- 1964 ist Kenojuak Hauptdarstellerin des Oscar-nominierten Kurz-Dokumentarfilms Eskimokünstlerin Kenojuak (Eskimo Artist: Kenojuak)
- 1967 wird Kenojuak in Ottawa der „Order of Canada“ verliehen.
- 1969 erhält sie (noch zusammen mit Johnniebo) den Auftrag, ein Wandrelief für den kanadischen Pavillon bei der Expo 1970 in Osaka zu entwerfen.
- 1970 wird ihre Grafik The Enchanted Owl von 1960 als Motiv für eine 6-Cent-Briefmarke zum 100-jährigen Bestehen der Nordwest-Territorien ausgewählt.
- 1974 wird sie in die Royal Canadian Academy of Arts gewählt.
- 1980 bildet ihre Grafik The Return of the Sun von 1961 das Motiv für eine 17-Cent-Marke der bekannten Inuit-Briefmarkenserie der Canada Post.
- 1982 folgt ihre Ernennung zum „Companion to the Order of Canada“ (was etwa dem deutschen Bundesverdienstkreuz 1. Klasse entspricht).
- 1991 wird ihr die Ehrendoktorwürde durch die juristische Fakultät der Queen’s University in Kingston, (Ontario) verliehen.
- 1992 erhält sie ihre zweite Ehrendoktorwürde, diesmal durch die juristische Fakultät der University of Toronto.
- 1993 wird Kenojuaks Grafik The Owl von 1969 als Motiv für eine 86-Cent-Briefmarke der „Art Canada“-Serie ausgewählt.
- 1994 folgt Kenojuak der Einladung zur Eröffnung der Ausstellung „Arctic Spirit – 35 Years of Canadian Inuit Art“ im Frye Art Museum in Seattle (USA), und sie nimmt an der Eröffnung von „Isumavut – The Artistic Expression of Nine Cape Dorset Women“ in Ottawa teil.
- 1995 wird ihr der „National Aboriginal Achievement Award“ (Lifetime Achievement) in Vancouver verliehen.
- 1999 erfolgen – anlässlich der Errichtung des Territoriums Nunavut am 1. April 1999 – die Ausgabe einer 25-Cent-Münze mit einem Motiv von Kenojuak „Eule und Polarbär“ sowie die Herausgabe eines Diptychons „Siilavut, Nunavut“ (Unsere Umwelt, unser Land) in einer Sonderauflage von 99 Exemplaren.
- 2001 wird Kenojuak durch die Aufnahme in „Canada’s Walk of Fame“ in Toronto geehrt.
- 2002 zeigt die National Gallery of Canada in Ottawa anlässlich ihres 75. Geburtstags ausgewählte Werke der Künstlerin „Kenojuak Ashevak: To Make Something Beautiful“.
- 2004 hält sich Kenojuak (zusammen mit Inuit-Studiomanager Jimmy Manning) erstmals in Deutschland auf (25. März bis 4. April) – als „Botschafter ihrer Heimat“ anlässlich von Feiern zum 5-jährigen Bestehen des kanadischen Territoriums Nunavut und der „1. Ausstellung einer Auswahl von Werken der Künstlerin Kenojuak Ashevak in Deutschland“ auf der Burg Vischering. Im selben Jahr entwirft sie das erste von Inuit gestaltete künstlerische Flachglasfenster, ein Kirchenfenster für die John Bell Chapel des Appleby Colleges in Oakville bei Toronto.
- 2008 erhält Kenojuak Ashevak den bedeutenden, mit 25.000 $ dotierten „Governor General’s Award in Visual and Media Arts“ des Canada Council of the Arts.

## Angaben zum künstlerischen Werk
Die Zahl der nach ihren Zeichnungen hergestellten Ätzungen, Steinschnitte und Lithografien lässt sich anhand der offiziellen Publikationen der West Baffin Eskimo Co-operative Ltd. (einer Einrichtung zum Vertrieb künstlerischer Arbeiten aus Kinngait) wie folgt ermitteln: Kenojuak ist seit 1959 mit über 300 Grafiken in den Jahreskollektionen der Kooperative vertreten. Da ihre Arbeiten von Museen gesucht werden und auch bei Sammlern breites Interesse finden, sind die üblichen Auflagen von 50 Exemplaren im Allgemeinen rasch vergriffen und dann nur noch auf Auktionen entsprechend teuer zu erwerben. Während die von der Co-op in den Jahreskatalogen festgesetzten Preise für Kenojuak-Grafiken in letzter Zeit bei 600 bis 1200 kanadischen Dollar liegen, wurde der als Briefmarken-Vorlage berühmt gewordene Steinschnitt The Enchanted Owl („Die verzauberte Eule“) von 1960 (rot-schwarze Version, Auflage: 25) seinerzeit noch mit einem Fixpreis von 75 kanadischen Dollar versehen. Nach zwanzig Jahren wurden auf Kunstauktionen 10 bis 15 Tausend Dollar geboten. Den bislang höchsten Preis erzielte der Steinschnitt im November 2018: In Toronto wurde im Auktionshaus Waddington’s der Versteigerungszuschlag bei einem Gebot von 216.000 kanadischen Dollar erteilt.
Neben Zeichnungen und Grafiken machten Kenojuak ihre verhältnismäßig seltenen Serpentinskulpturen berühmt, die ebenfalls von Kennern gesucht werden.

## Bekannte Künstler aus der Familie
- Johnniebo Ashevak (1923–1972), Ehemann von Kenojuak Ashevak
- Arnaguq Ashevak (1956–2009), Adoptivsohn von Kenojuak Ashevak
- Adamie Ashevak (* 1959), Sohn von Kenojuak Ashevak
- Adamie Alariaq (1928–1990), Bruder von Kenojuak Ashevak